# Cherry Bomb (Lied)
Cherry Bomb ist die Debütsingle der anfangs mit fünf Teenagerinnen besetzten US-amerikanischen Rock-Band The Runaways. Das Lied erschien 1976 auf ihrem ebenfalls The Runaways betitelten Debütalbum.
Die Band kombinierte in dem Lied einen „sexuell aufgeladenen Auftritt“ mit dem „Image harter Mädchen“, deren „Sound [als] rauer und ehrlicher [galt] als der anderer weiblicher Bands dieser Zeit.“ Ihr Liedtext legte „auf deutlich dominante Weise“ die Begierden junger Mädchen dar, jedoch hinterfragten Kritiker den offenen Umgang der Runaways „mit ihrer Sexualität im Text und auf der Bühne“. Sie vermuteten vielmehr eine von Bandmanager Kim Fowley „ausgeklügelte Marketingstrategie“ und glaubten nicht an eine „authentische Reflexion der Teenagerinnen über ihre Sexualität“.
So war die Bewertung des Songs in der westlichen Welt zunächst gemischt, wobei die Formation einen schlechten Ruf erlangte, nicht zuletzt dank der als trashig empfundenen Dessous, die ihre Frontfrau Cherie Currie beim Vortrag des auf sie zugeschnittenen, „[zornigen] Liedes über sexuelle Rebellion“ auf der Bühne trug.
In Japan hingegen belegte das Stück Platz 1 der Musikcharts, auf ihrer Tournee wurden die Musikerinnen 1977 von ihren dortigen, überwiegend weiblichen Fans euphorisch empfangen. Das Lied entwickelte sich zum signature song der Band, einem identitätsprägenden Titel mit hohem Wiedererkennungswert, wurde jedoch später wegen seines Einflusses auf das Image der Band zu einem Streitpunkt unter ihren Mitgliedern.
Nach der Auflösung der Band 1979 blieb der Titel ein fester Bestandteil der Live-Repertoires der ehemaligen Mitglieder Joan Jett, Cherie Currie, Lita Ford und Sandy West, darüber hinaus nahmen zahlreiche Interpreten ihre Coverversionen auf. Daneben fand das Lied häufige Verwendung in Film-, Fernseh- und Computerspielproduktionen.

## Geschichte

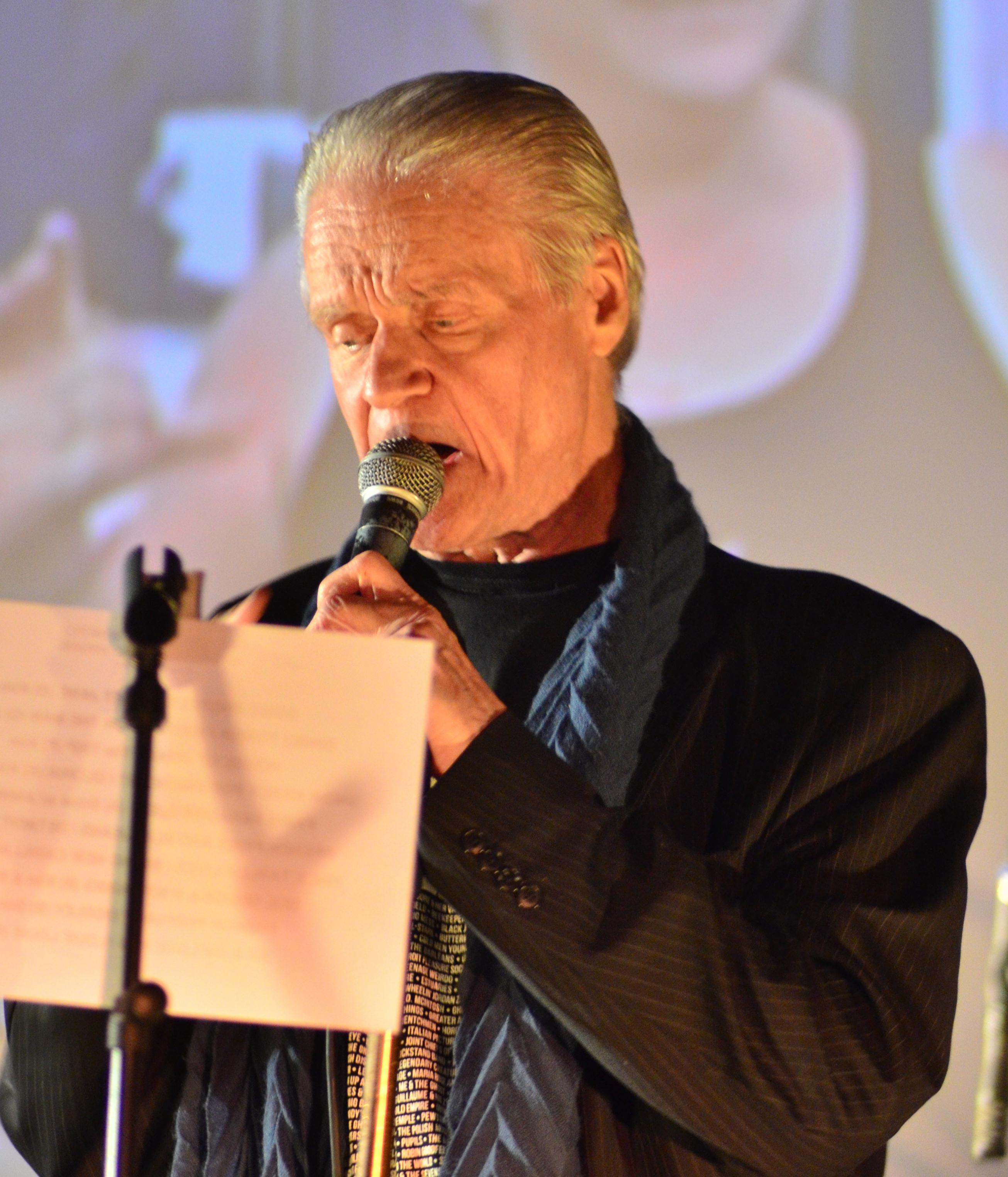
Kim Fowley, 2012

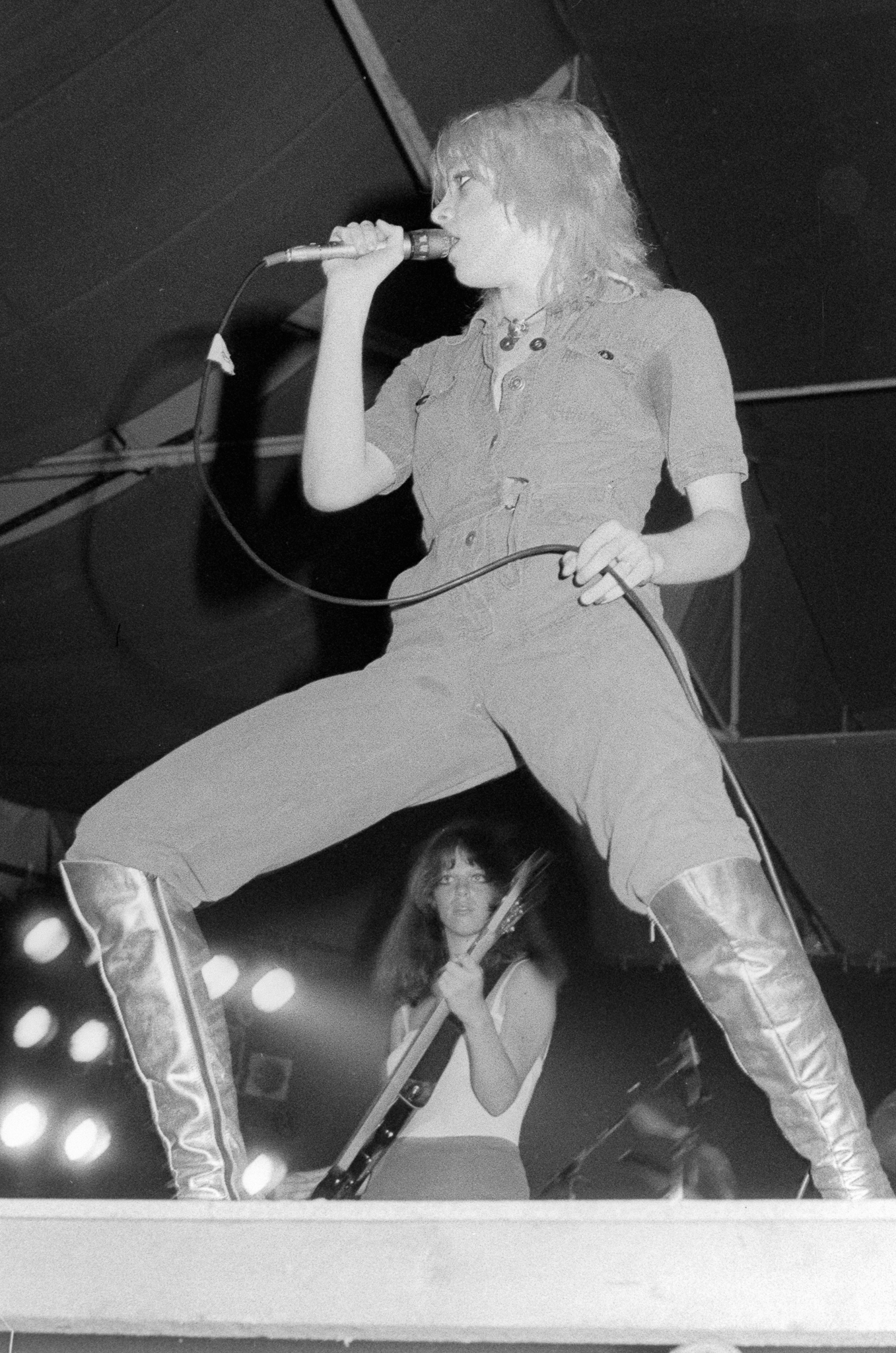
Cherie Currie und im Hintergrund Jackie Fox, Brumrock ’76, Birmingham

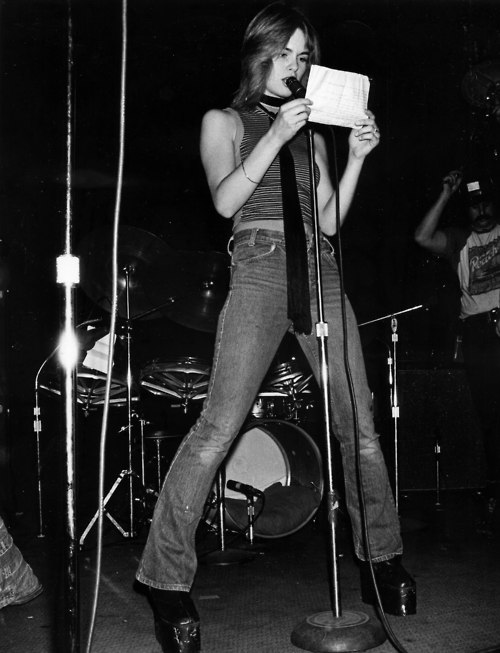
Kari Krome, Mitbegründerin und Songschreiberin der Band

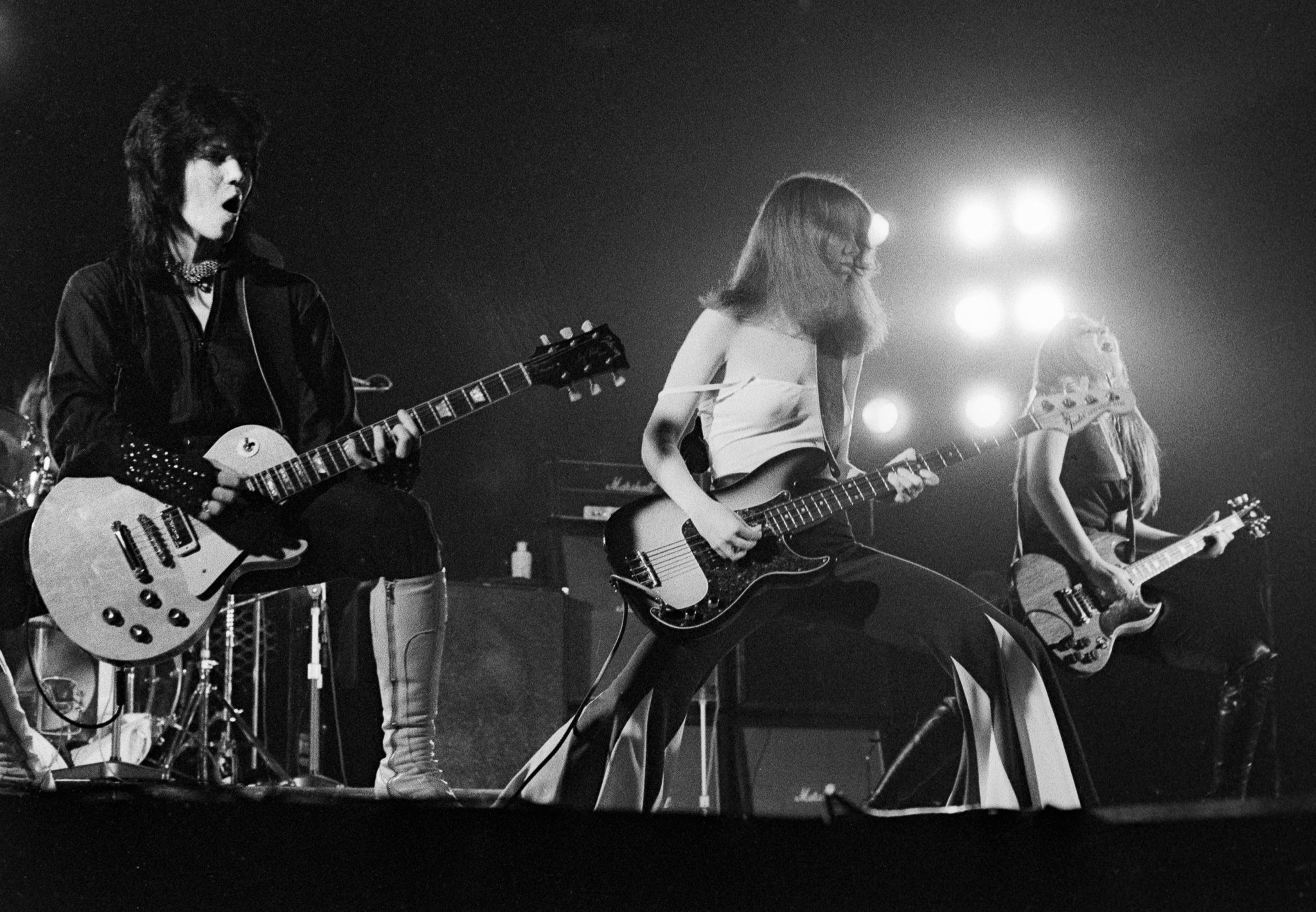
Joan Jett, Jackie Fox und Lita Ford

### Entstehung
Der Musikproduzent und exzentrische Svengali Kim Fowley hatte 1975 die 16-jährigen Musikerinnen Joan Jett (Gitarre) und Sandy West (Schlagzeug) in Rodney Bingenheimer’s English Disco am Sunset Strip in Los Angeles rekrutiert, ein von der dortigen Glam-Rock-Subkultur frequentiertes Etablissement. Fowley setzte ihre Idee einer rein weiblich besetzten Musikgruppe um; ein „unerhörtes Konzept“, der „zu dieser Zeit als undenkbar galt“. Fowley suchte nach einer Alternative für die Bassistin Michael Steele, die anfänglich als Sängerin der sich gerade formierenden Rockband The Runaways vorgesehen war. In Bezug auf die äußere Erscheinung der neuen Sängerin schwebte Fowley eine „Brigitte Bardot des Rock ’n’ Roll“ vor.
Fowley und Jett trafen in dem ebenfalls am Sunset Strip gelegenen Nachtclub Sugar Shack die zu dieser Zeit 15 Jahre junge, dünnleibige Cherie Currie mit blonder Zottelfrisur, großen Augen und einem extrovertierten, am Glam orientierten Stilbewusstsein, die in Verhalten und Aussehen an David Bowie in seiner Rolle als Ziggy Stardust erinnerte. Fowley lud sie zum Vorsingen in seine Garage im kalifornischen San Fernando Valley ein, für das sie einen Song der Sängerin Suzi Quatro vorbereiten sollte, die besonders Jett in Stil und Musik beeinflusst hatte.
Currie hatte hierfür Quatros Titel Fever gewählt, eine Coverversion des RnB-Liedes der Sängerin Peggy Lee. Jedoch stellte sich heraus, dass die anderen Bandmitglieder Joan Jett, Sandy West, Lita Ford und Kari Krome den Titel nicht zu spielen wussten, darüber hinaus wies er ein zu langsames Tempo für die Rockmusikerinnen auf und wurde mit deutlicher Missbilligung aufgenommen. Trotz ihres wilden Stils war Currie auch der Popmusik zugeneigt, so schlug sie als Alternative einen Barry-Manilow-Song vor, den die Musikerinnen der Rockband ebenfalls unmissverständlich zurückwiesen.
Ab diesem Zeitpunkt bestehen mehrere voneinander abweichende Geschichten über die Entstehung des Liedes. In der am weitesten verbreiteten Version hatten Jett und Bandmanager Fowley daraufhin vor Ort innerhalb kürzester Zeit das Lied Cherry Bomb unter dem Eindruck von Curries Erscheinung und ihrem Vornamen für ihr Vorsingen komponiert, was die Autorin des 2013 erschienenen Buches Queens of Noise: The Real Story of The Runaways, Evelyn McDonnell, für unwahrscheinlich hält. Fowley sagte an anderer Stelle, er habe den Song in der Nacht vor der Probe geschrieben, und zwar ausdrücklich für das Vorsingen von Currie. Krome berichtete, ein Teil des Liedes basiere auf einem Text, den sie zu dieser Zeit bereits verfasst hatte. In einer gerichtlichen Klage gegen Fowleys Erben bezichtigte sie ihn 2023 der unrechtmäßigen Aneignung des Liedes. Peggy Foster, zeitweilige Bassistin der Runaways, erinnerte sich, dass die Melodie später im Studio ausgearbeitet wurde. Auf dem Cover des Debütalbums The Runaways wird die Komposition des Liedes Jett und Fowley zugeschrieben.
Fowley reichte Currie einen Zettel mit dem Liedtext und führte ihr eine Tanzsequenz im Mick-Jagger-Stil vor, die sie anwenden sollte. Currie, die keine Banderfahrung hatte, trug das Lied vor, wobei sie den Anfang des Refrains stotterte, ähnlich dem Titel Changes von David Bowie. So sang sie:
“Hello Daddy, hello Mom
I’m your ch- ch- ch- ch- ch- ch- cherry bomb
Hello world, I’m your wild girl
I’m your ch- ch- ch- ch- ch- ch- cherry bomb.”
„Hallo Daddy, hallo Mom,
Ich bin eure ch- ch- ch- ch- ch- ch- cherry bomb,
Hallo Welt, ich bin dein unbändiges Mädchen,
Ich bin deine ch- ch- ch- ch- ch- ch- cherry bomb.“
Die Band jammte dazu mit Gitarrensequenzen, die Anleihen bei Paranoid von Black Sabbath nahmen. „Es lag Rock-’n’-Roll-Magie in der Luft“, sagte Fowley später. Die Band stimmte ab, und obwohl Lita Ford nach der Fever/Manilow-Erfahrung noch immer skeptisch war, entschieden sich die Runaways für den Abschied von Michael Steele und die Aufnahme von Cherie Currie als ihre neue Sängerin. Einige Tage später spielte die Band das Lied Denny Rosencrantz vor, einem Executive des Labels Mercury Records, mit dem Kim Fowley in der Folge einen Plattenvertrag abschloss.
Einige Wochen später, am Nachmittag des ersten Auftritts der Band im Nightclub Starwood in West Hollywood, holte Currie ihr erstes Korsett aus dem dem Veranstaltungsort gegenüberliegenden Wäschegeschäft ab. Als Currie ihr für den Titel vorbehaltene Outfit vorführte, lehnte sich Fowley überrascht zurück und sagte ihr: „In diesem Outfit wirst du nicht nur Cherry Bomb singen, du wirst die Cherry Bomb sein.“ Das Korsett trug sie in unter ihrem regulären Bühnen-Outfit (oftmals Overalls), das für den Titel Cherry Bomb schnell hinter der Bühne abgelegt werden konnte.
Zum Text des Songs schrieb die Musikwebsite songfacts.com: „Eine Cherry Bomb ist ein bei Kindern beliebter Knallkörper, aber im Kontext dieses Liedes steht der Begriff für ein minderjähriges Mädchen, das viel Ärger bereitet – in diesem Fall verspottet es seine Eltern und andere Erwachsene mit Andeutungen von Promiskuität und schlechtem Benehmen.“ Für Evelyn McDonnell war Cherry Bomb auf Cherie Currie zugeschnitten: „Der Kracher-Titel spielt auf Cheries Namen an, verweist frech auf den Jargonausdruck für Jungfernhäutchen und macht Lust auf den Auftritt der blonden Sexbombe.“
Nach Joan Jett wurde „‚Cherry Bomb‘ [so] für Cherie geschrieben, damit sie ihre Bühnenpose mit dem [um ihr Bein kreisenden] Mikro geben konnte,“ für die sie Unterricht von einem Choreografen erhielt. Kim Fowley drückte es so aus: „‚Cherry Bomb‘ wurde nach einer knallheißen bitch benannt, die dort oben [auf der Bühne] ihre eigene Animalität besingt.“ Der Musikautor Chris O’Leary sah in Cherry Bomb „das Antwortlied“ der Runaways auf David Bowies Song Rebel Rebel.
Während sich im Text des dreistrophigen, in der Ich-Darstellung gehaltenen Liedes Betrachtungen von sexueller Freiheit mit denen von sexuellen Hemmnissen abwechseln, bewegt sich die den Text unterlegende Musik zwischen Metal und Punk. Der Musikjournalist Chris Salewicz erkannte bei „einem Großteil der Struktur“ des Liedes eine Ähnlichkeit mit dem Titel Block Buster! der Band The Sweet. „Ein schweres Riff begleitet einen stetigen Schlagzeugbeat durch das gesamte Lied, der in ein recht kurzes, aber schmetterndes Gitarrensolo von [Lita] Ford mündet. Im Hintergrund dieses Solos ertönt mehrfach ein orgasmisches Stöhnen, das den Gedanken bestärkt, dass Rock ’n’ Roll nicht im Kopf, sondern im Schritt entsteht“, so die Meinung von Abbi Wynsma, Musikdirektorin der Radiostation WDBM Impact 88.9 an der Michigan State University.

### Musikaufnahme und Veröffentlichung
Die Aufnahme des Liedes Cherry Bomb mit einem Tempo von 137 bpm in der Tonart H-Dur fand im Zuge der Produktion des ersten Albums der Band im Tonstudio Fidelity Recording von Artie Ripps in Studio City, Kalifornien statt. Fowley hatte sich wegen der derben Atmosphäre des Studios für die Aufnahmen hier entschieden: „Wir waren im B-Raum, der ein umgebauter Lagerraum war. Es war schrecklich. Aber es war nicht beängstigend. Es war die Art von Studio, aus dem man ein Garagenprodukt haben wollte. Viele junge Bands gehen in Studios mit Kronleuchtern und roten Samtteppichen und einer Empfangsdame, die besser aussieht als sie selbst, und sie sind entsetzt. Aber wenn du einen Raum betrittst, in dem sie ihr Zeug lagern, wirst du nicht eingeschüchtert sein. Du wirst einfach angeben wie ein Sack Seife [und sagen]: ‚Was für ein Saftladen. Aber was solls, wir haben doch auch schon an anderen miesen Orten gespielt. Das hier ist nichts Neues [für uns].‘“
Die Bandbesetzung bei der Aufnahme war
- Cherie Currie – Gesang
- Joan Jett – Rhythmusgitarre, Begleitgesang
- Lita Ford – Leadgitarre
- Sandy West – Schlagzeug, Begleitgesang
- Jackie Fox – Begleitgesang
- Nigel Harrison – Bass.

Fowley hatte den Bassisten der Band Blondie, Nigel Harrison, für die Studioaufnahmen verpflichtet. Die eigentliche Bassistin der Band, Jackie Fox, die nach Cherie Curries Aufnahme in die Band rekrutiert worden war, wirkte nur im Begleitgesang mit und sagte später: „Ich glaube, Kim [Fowley] wusste nicht so recht was er von mir erwarten konnte, da ich gerade erst der Band beigetreten war. Angesichts des knapp bemessenen Aufnahmebudgets wollte er sein Risiko minimieren […]“. Dabei habe er nicht nach der Perfektion gestrebt, die aus Fox’ Sicht für eine „bestmögliche Aufnahme“ des Titels erreichbar gewesen wäre.
Aufnahmeleiter war der Cheftechniker des Studios, Andy Morris, dem für die Aufnahme des Titels folgende Ausrüstung zur Verfügung stand
- 3M-M79-16-Spur-Bandmaschine mit Dolby B NR
- JBL 12-Zoll-Drei-Wege-Lautsprecher
- Aural Exciter
- BX10-Federhall
- Universal Audio EMT 140-EMT Plate Reverberator
- LA-2A- und 1176-Limiter
- Pultec-Equalizers
- Roger Meyer Noise Gates
- externe API Equalizers
- eine Reihe von Neumann- und AKG-Röhrenmikrofonen und
- Mikrofone wie Shure SM57, Electro-Voice RE20 und 666 sowie Sennheiser 421 und 441.

Die Single Cherry Bomb erschien 1976 auf dem Label Mercury Records mit dem Titel Blackmail auf der B-Seite in den Musikmärkten der Vereinigten Staaten, Kanadas, Ecuadors, Brasiliens, Japans, Neuseelands, Australiens, Spaniens, Frankreichs und des Vereinigten Königreichs. Das Musikvideo zum Titel zeigt die Band bei einem Auftritt auf einer abgedunkelten Bühne in vielfarbiger Beleuchtung vor einem schwarzen Hintergrund. Cherie Currie trägt ein weißes Korsett, Netzstrümpfe und Plateauschuhe, tanzt und singt, während die anderen Bandmitglieder um sie herum in Rockposen ihre Instrumente spielen.

### Erfolg

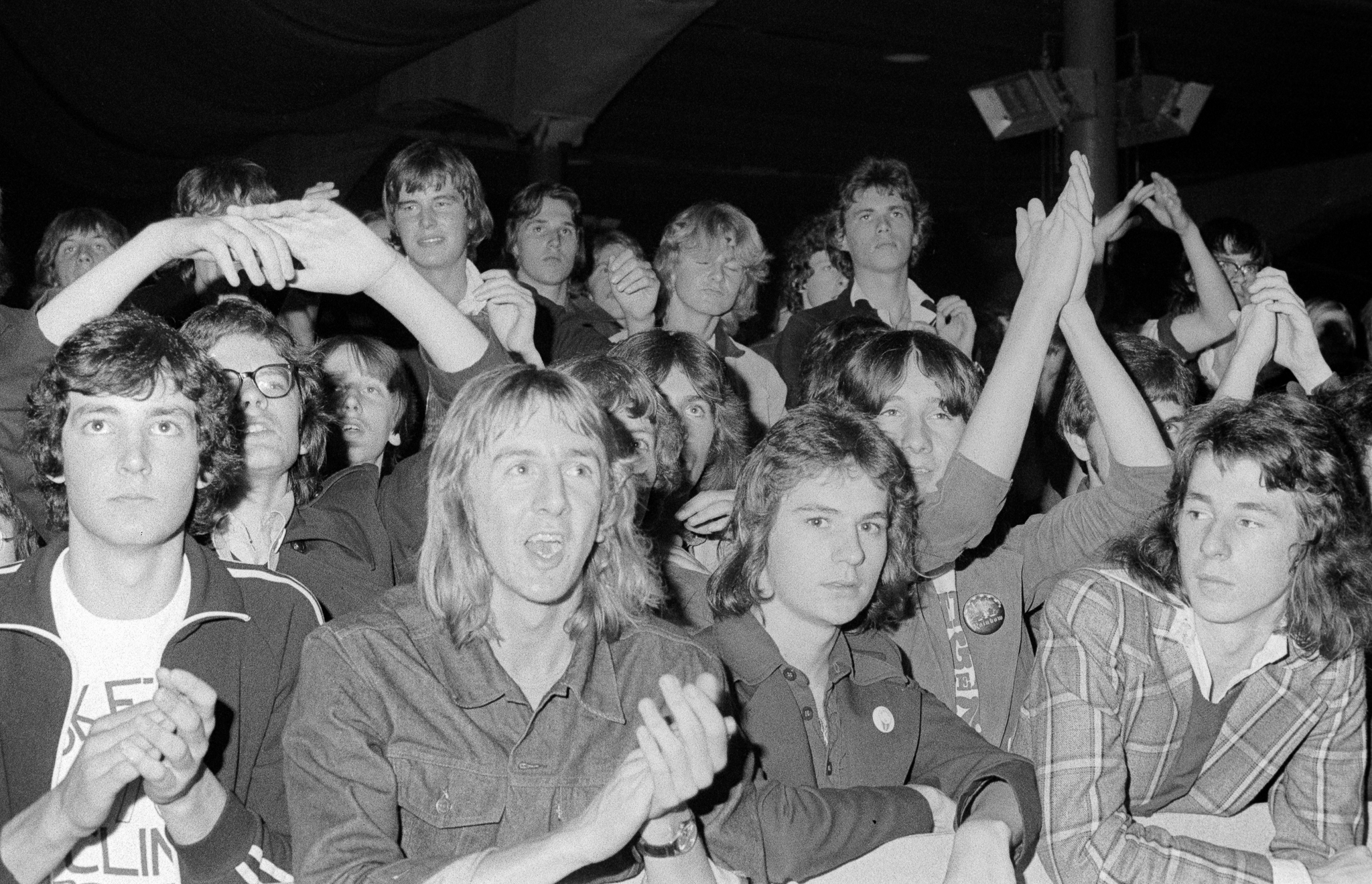
Männlich dominiertes Publikum beim Auftritt von The Runaways in Birmingham 1976.

Die Band hatte in westlichen Ländern aufgrund ihres Bad-Girl-Images als eine Gruppe von unanständigen, ungezogenen Mädchen anfänglich nur moderaten Erfolg, der vorwiegend von der Kritik begleitet war, dass es sich bei dem lasziv vorgetragenen Titel lediglich um Jailbait-Rockmusik handele. In den australischen Musikcharts erreichte ihre Singleauskopplung Cherry Bomb Platz 57 und in den Billboard Bubbling Under Hot 100 Charts Platz 6.
Im Kontrast hierzu feierten The Runaways in Japan große Erfolge. Als die Band im Sommer 1977 zu ihrer Tournee in das Land reiste, hatte sie sich Hörerumfragen zufolge bereits als viertbeliebtester westlicher Act in Japan etabliert. Die Musikerinnen, die nicht zuletzt dank der Popularität von Cherry Bomb vor ausverkauften Häusern spielten, wurden von ihrer euphorisierten Fangemeinde mit einem an Beatlemania erinnernden frenetischen Empfang begleitet und wie Angehörige von Königshäusern behandelt. Im Gegensatz zur Anhängerschaft der Band in anderen Ländern, die sich hauptsächlich aus jungen Männern zusammensetzte, die mit dem promisken Text des Liedes in den Bandmitgliedern ihre Fantasien verkörpert fanden, bestand die Fangemeinde in Japan fast ausschließlich aus jungen Frauen, die in den Runaways ein Beispiel für starke, freimütige junge Frauen sahen, die keine Angst vor Autoritäten zu haben schienen. In der Folge stieg der Titel Cherry Bomb auf Platz 1 der japanischen Charts.

### Einfluss des Liedes auf das Image der Band

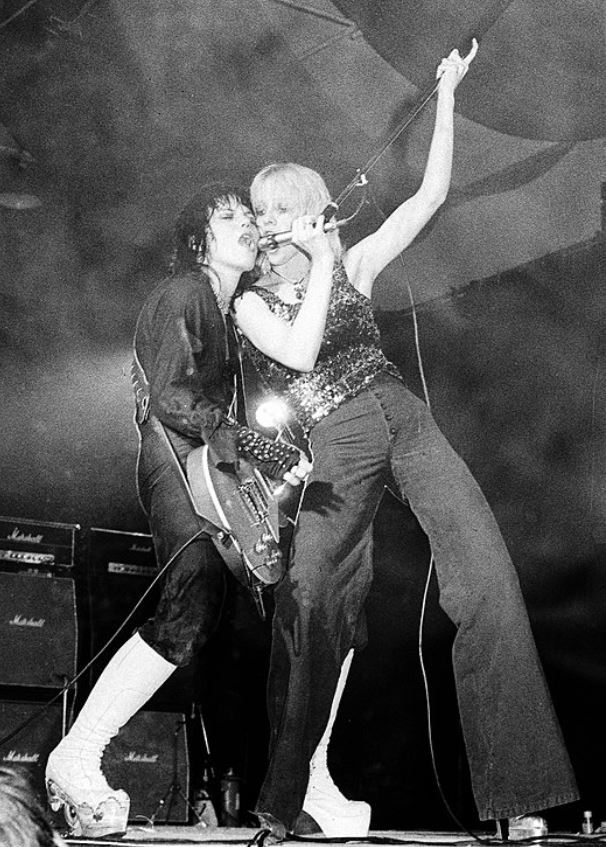
Joan Jett und Cherie Currie

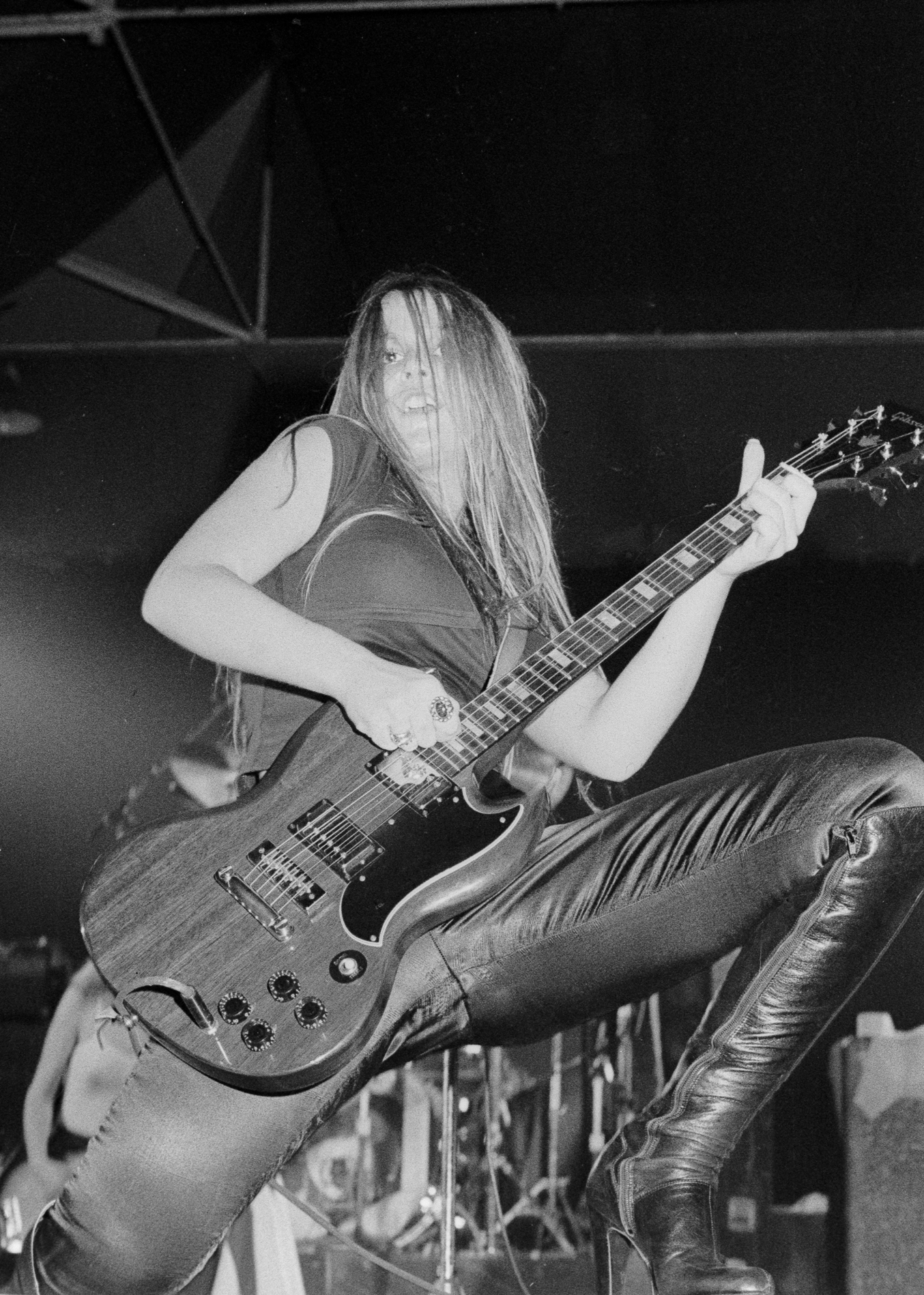
Lita Ford

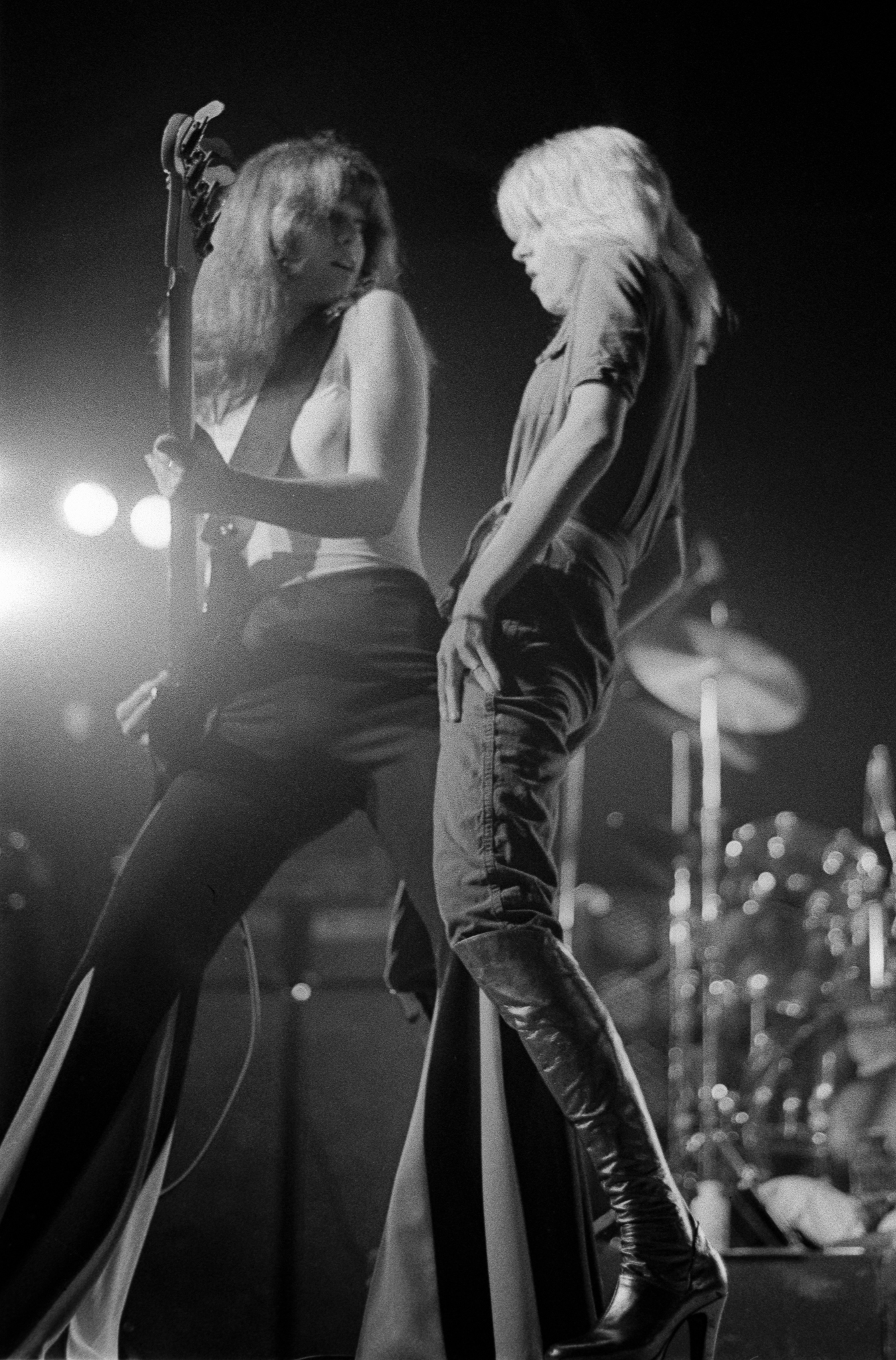
Jackie Fox, Cherie Currie

Obwohl die Bandmitglieder während ihrer gemeinsamen Zeit in der Band sich nicht als Feministinnen bezeichneten, waren ihre Ziele jedoch durchaus mit den Zielen des Feminismus vereinbar, was die Durchsetzung weiblicher Stärke und die Gleichberechtigung von Musikerinnen anbelangt. Sie bekannten sich in ihrer Musik zu ihrer Sexualität und kontrollierten, wie sie sich dem Publikum präsentierten, ungeachtet dessen, wie andere sie sahen, darunter auch ihr Manager Fowley. Autorin Darra Goldstein meinte: „A car in ‚cherry‘ condition; virginity as a ‚cherry‘ to lose (ein Auto im ‚Kirschzustand‘, also ‚unbeschädigt‘ oder ‚wie neu‘; Jungfräulichkeit als ‚Kirsche‘, also ‚Schadlosigkeit‘, die man verlieren kann) – die ausschließlich weiblich besetzte Rockband packte diese so oft gängelnde, beschönigende Bezeichnung für Reinheit und Güte in den Titel ihres Ohrwurms über explosive Weiblichkeit, in der es keine Scham für Begehren gibt und Sexualität normal ist, so singen die Frauen ‚Hello world, I’m your wild girl!‘ (Hallo Welt, ich bin dein ungestümes Mädchen!) und verlangen von der Welt, damit einfach klar zu kommen.“
Cherry Bomb ist ein Coming-out-Song, in dem sich die Sängerin als the girl next door (das Mädchen von nebenan) bezeichnet, “[that will] have ya, grab ya til you’re sore” („das dich haben und packen wird, bis du wund bist“). Daneben ruft sie andere junge Frauen dazu auf, es ihr gleichzutun: “Get down ladies, you’ve got nothin’ to lose” („Genießt es, Ladies, ihr habt nichts zu verlieren“); nicht nur für das eigene Glücksgefühl, sondern auch um mutlose männliche Subjekte der Begierde unverblümt zum Anbandeln zu motivieren:
“Hey street boy, want some style?
Your dead end dreams don't make you smile
I′ll give ya something to live for.”
„Hey, Junge auf der Straße, willst Du ein wenig Spaß haben?
Deine aussichtslose Träumerei bringt dich nicht zum Lächeln,
Ich werde dir etwas geben, wofür es sich zu leben lohnt.“
Ihre mit Textstellen wie “I’m the fox you’ve been waiting vor” („Ich bin der heiße Feger, auf den du gewartet hast“) angedeutete sexuelle Verfügbarkeit mag vor allem männlichen Zuhörern gefallen haben, aber Currie und The Runaways nährten damit zudem die Vorstellung, dass ein offenes Ausleben ihrer Sexualität als ein Modell weiblicher Selbstbehauptung allen Frauen zum Wohl gereichen konnte, was das Publikum ansprechend und überzeugend fand.
1976 galten derartige Texte, die eine weibliche Person mit sexueller Selbstbestimmung beschrieben, als revolutionär. Der Refrain zeigt, dass dieses Mädchen endlich den Teil von sich entdeckt hat, von dem ihre Eltern und ihre Kultur bisher glaubten, dass er nicht existiert. Der Titel des Liedes deutet zudem darauf hin, dass die Sängerin noch Jungfrau ist, denn er bezieht sich auf den Ausdruck losing one’s cherry (die Jungfräulichkeit verlieren), der als Slangbegriff üblicherweise verwendet wird, um den ersten Geschlechtsverkehr einer Person zu beschreiben. Mit ihrer Hymne Cherry Bomb, aber auch mit anderen Titeln, kamen The Runaways „wie der Albtraum aller Eltern daher“ und verschoben die Grenzen der gängigen Sicht auf die Sexualität junger Mädchen.
Während ihrer Tourneen durch die Vereinigten Staaten, Großbritannien und Japan wurden alle Mitglieder der Runaways von der Musikpresse kritisch beobachtet, wobei Sängerin Currie die weitaus meiste Aufmerksamkeit auf sich zog. Bandmanager Fowley hatte eine verführerische Aura um die Gruppe konstruiert, in der Currie als Cherry Bomb – die Verkörperung der „kurz vor der Explosion stehenden Teenager-Sexualität“ – die Hauptperson darstellte und zur Unterstreichung dieses Images bei Konzerten mit einem weißen Korsett und schwarzen Netzstrümpfen nur leicht bekleidet auftrat. Currie nahm die ihr zugewiesene Rolle anfangs nur zögerlich an, fand jedoch bald Gefallen an ihr. Rückblickend auf ihre Erfahrungen mit den Runaways sagte Currie: „Der Bad-Girl-Jailbait-Aspekt von Kim [Fowleys] Werbetrommel hat mich nie gestört, […] er hat es auf den Punkt gebracht. […] Ich war zu dieser Zeit [unglaublich jung und] sehr rebellisch, deshalb war Cherry Bomb der perfekte Song für mich.“ „Mir war klar, dass das Tragen eines Korsetts bei diesem Song den Titel voranbringen würde, wozu es dann ja auch kam.“ An anderer Stelle sah sie ihre Rolle in dem Lied differenzierter: „Der Liedtext von ‚Cherry Bomb‘ war zu diesem Zeitpunkt schon fast autobiografisch; ich war nicht in der Schule, ich war nicht zu Hause. Ich war zu dem Mädchen geworden, vor dem dich deine Mutter gewarnt hatte.“ Sie bezog sie dabei auf die Zeilen des Textes, mit denen das Lied beginnt:
“Can’t stay at home, can’t stay in school,
Old folks say, ‘You poor little fool’.”
„Ich kann nicht zu Hause bleiben, ich kann nicht in der Schule bleiben,
die alten Leute sagen: ‚Du armer kleiner Idiot‘.“
Die männerdominierte Rockpresse schrieb jedoch, Cherry Bomb sei als „gekünstelte Scherzartikelnummer auf Schlampenniveau“ durchgefallen. Kritiker Harry Doherty von der Musik-Zeitschrift Melody Maker meinte, dass die für die Vermarktung wichtigste Eigenschaft der Runaways „im Wesentlichen ihre Promiskuität“ sei und „ihr Talent und ihr Potenzial maßlos überschätzt“ seien. Als bei einem Konzert in San Diego junge Männer im Publikum auffielen, die während des Auftritts der Band onanierten, nahm die Berichterstattung der Musikpresse „bizarre Auswüchse“ an, so wies Charles M. Young in seinem Leitartikel im amerikanischen Musikmagazin Crawdaddy den Musikerinnen die Schuld hierfür zu, da aus seiner Perspektive die Band bei Live-Auftritten mit Liedern wie Cherry Bomb „eine fast schon zu aufdringliche, direkte sexuelle Herausforderung“ darstelle.
Nachdem Currie 1977 die Runaways nach dem dritten Album der Band diese im Streit verlassen hatte, entwickelte sich der Stellenwert von Cherry Bomb als Erkennungsmelodie der Band zu einer strittigen Angelegenheit. Ihr Ausstieg war vor allem auf den Unmut der anderen Runaways über Curries Status als öffentliches Gesicht der Band zurückzuführen, nicht letztlich auch wegen des Covers des Debütalbums, auf dem sie allein abgebildet war. Mit seinem Bandmarketing, das zweifelsfrei auf den Sexappeal der Band abzielte, wollte Fowley erreichen, dass die Welt über die jungen Frauen sprach und dass lecherous men (lüsterne Männer) ihre Konzerte besuchten. Zu diesem Zweck hatte Fowley einen Fototermin für Currie in ihrem Cherry-Bomb-Outfit im Garten ihres Hauses arrangiert, an das sich Currie so erinnerte: „Es war ein viel gewagteres Shooting als alles, was je ein amerikanischer Fotograf zuvor mit mir versucht hatte, und ich erinnere mich, dass ich mich dabei unwohl fühlte.“ Sie dachte, „der Fotograf wird wissen, was er tut“, bis ihre Großmutter sie unterbrach, den Fotografen anschrie und ihn mit ihrem Stock attackierte, woraufhin er davonlief. Diese Aufnahmen wurden anlässlich der Japantournee dort in einem Heft veröffentlicht. Als die anderen Bandmitglieder, die nichts von der Fotosession wussten, die schlüpfrigen Bilder der Cherry Bomb in ihrem Tokioter Hotel zum ersten Mal zu Gesicht bekamen, waren sie außer sich vor Wut, was einen weiteren Keil zwischen Currie und den Rest der Band getrieben hatte.
Nach dem Ausscheiden der Sängerin bemerkte Joan Jett, die darauf meist den Leadgesang übernahm, hierzu: „Sie sah unsere Gruppe als ‚Cherie Currie und ihre Back-up-Band‘. Wenn es nach ihr gegangen wäre, würden wir vier hier mit Masken vor den Gesichtern sitzen, ohne dass man erkennen könnte, wer zum Teufel wir sind.“ Das Problem war aber nicht nur, dass Currie zu viel Aufmerksamkeit bekam, sondern auch, dass sie ein Image mit sich brachte, das der Band als Ganzes nicht zuträglich war. Als einen Grund dafür, dass The Runaways viel in der Kritik standen und als Musikerinnen oft nicht ernst genommen wurden, benannte Jett „dieses ganze ‚Cherry-Bomb-mit-dem-Korsett-Ding‘ von Cherie“.
Die verbliebenen Runaways hatten Schwierigkeiten, sich als Band neu zu definieren. Bei einem ihrer Konzerte in Großbritannien Ende 1977 wurde die Aufführung nach neun Liedern unterbrochen, nachdem ein Teil des Publikums mit „Ausziehen!“-Rufen die Band aufgefordert hatte, ihre Kleidung abzulegen. Phil Sutcliffe von der britischen Musikzeitschrift Sounds missbilligte derlei Grobheiten – die Grenze von „Sexy“ zu „Sexismus“ sei hier überschritten worden – und berichtete, dass sich die Situation doch noch in „einen gewissen Sieg für die Band“ wandelte. Mit den nächsten drei Liedern brachten die Musikerinnen das Publikum wieder mit Musik in Schwung, das seine Zustimmung mit Headbanging und Pogo bekundete. Sie gaben noch zwei Songs als Zugabe und beendeten die Show, ohne jedoch den Titel Cherry Bomb gespielt zu haben. Joan Jett entschuldigte sich verschmitzt beim Publikum: „Tut mir leid, wir haben unsere Korsetts nicht mitgebracht.“ Sutcliffe schrieb: “… and they were through. No ‘Cherry Bomb’” (deutsch: „… und das war’s. Kein(e) ‚Cherry Bomb‘.“)
Unter dem missbräuchlichen, ausbeuterischen und übergriffigen Management von Kim Fowley, das mit der Rekrutierung der Musikerinnen mit aus seiner Sicht „gimmickhaftem Marketingpotential“ und dem Titel Cherry Bomb begonnen hatte, waren die jungen Künstlerinnen schnell ausgebrannt. Nach zwischenmenschlichen Spannungen, künstlerischen Differenzen über die musikalische Ausrichtung und Machtkämpfen innerhalb der Band sowie insgesamt fünf Studioalben innerhalb von drei Jahren lösten sich The Runaways im April 1979 endgültig auf; Erschöpfung von den ständigen Reisen und jahrelanger ungezügelter Konsum einer Vielzahl verschiedener Drogen wie Methaqualon, Kokain und Alkohol hatten ihr Übriges hierzu beigetragen. 2017 blickte die Autorin Ann M. Savage zurück: „Die talentierten Rockerinnen, die von der zu dieser Zeit fast ausschließlich männlich dominierten Rockmusikpresse häufig belächelt wurden, hatten einen nachhaltigen Einfluss auf das Genre.“ Die meisten Mitglieder der Band schlugen weiterführende Karrieren als Musikerinnen oder in der Unterhaltungsbranche ein.

## Rezeption

### Verarbeitung durch ehemalige Bandmitglieder
Der Titel Cherry Bomb ist nach der Auflösung der Band bis in die jüngere Vergangenheit (Stand 2023) ein fester Bestandteil der Live-Repertoires von Joan Jett, Cherie Currie und Lita Ford geblieben. Auch Sandy West († 2006) hatte den Titel bei ihren Auftritten nach der Trennung der Band zum Vortrag gebracht.
Joan Jett nahm das Lied Cherry Bomb mit ihrer Band The Blackhearts für ihr 1984 erschienenes Album Glorious Results of a Misspent Youth erneut auf und übernahm es in das Repertoire für Konzerte der Band. 1993 führte Jett das Stück zusammen mit der Band L7 auf. Jett trug das Lied 2001 nach 24 Jahren das erste Mal wieder zusammen mit Cherie Currie bei einem Livekonzert in Anaheim, Kalifornien vor. Bei ihrer Aufnahme in die Rock and Roll Hall of Fame im Jahr 2015 sang Jett den Song, wobei sie von Dave Grohl begleitet wurde. In Los Angeles sang sie 2022 das Lied zusammen mit den Foo Fighters anlässlich eines Tributkonzerts für den verstorbenen Schlagzeuger der Band, Taylor Hawkins. Im selben Jahr veröffentlichte sie das Lied in einer mit Akustikgitarren gespielten Version auf ihrem Album Changeup.
1994 kamen Cherie Currie, Jackie Fox und Sandy West für ein Konzert im Rockclub Whisky a Go Go in West Hollywood zusammen, bei dem sie auch Cherry Bomb spielten. Cherie Currie nahm das Lied zusammen mit ihrer Zwillingsschwester Marie Currie noch einmal auf und veröffentlichte diese Version 1997 auf dem Album Messin’ with the Boys. Weitere Versionen des Liedes mit Curries Gesang folgten 2003 mit The Streetwalkin’ Cheetahs und mit Marky Ramone und Wayne Kramer im Jahr 2006. Anlässlich des 50-jährigen Bestehens des Rockclubs Whisky a Go Go 2013 spielten Currie und Lita Ford das Lied live zusammen mit dem Gitarristen Slash. Im gleichen Jahr führten die beiden Musikerinnen den Song auf den Malibu Music Awards auf, bei denen Currie den Rock Legend Award erhielt. Beim M3 Rock Festival 2014 in Columbia (Maryland) hatten sie einen weiteren Gig zusammen, auf dem sie den Titel gemeinsam vortrugen.

### Coverversionen
Das Lied war die Vorlage für eine Vielzahl von Coverversionen zahlreicher anderer Künstler.
Als frühes Beispiel gilt das Cover der den Runaways nachempfundenen, fünfköpfigen japanischen Band ガールズ (englisch GIRLS), die 1977 auf der B-Seite ihres Debütalbums Nora neko (streunende Katze) eine Fassung der Nummer in japanischer Sprache herausbrachten. Leadsängerin Rita (Nomoto Takato) wechselte zwischen japanischen Strophen und englischem Refrain, nicht untypisch für japanische Rockmusik. Mit ihrer Version bewegte sich die Band nah am Original, auch wenn sie das orgasmische Stöhnen ausließ. Dennoch stellten die Rockerinnen „ihren Sex-Appeal ungeniert zur Schau“, so präsentierten sich die Frauen auf dem Cover ihres Albums Nora neko „in frecher, unverhohlener Sexualität“; ihre Anführerin Rita zeigte „sich mit gespreizten Beinen, in Hotpants sowie einem Korsett mit Leopardenmuster“.
Die ebenfalls aus weiblichen Musikerinnen bestehende Punkgruppe Bratmobile aus der Riot-Grrrl-Bewegung verwandelte 1993 in ihrer Version des Liedes „das übermäßig sexualisierte Original in ein feministisches Mantra“, wobei sie auch den „harten Rocksound des Originals in ihren eigenen, verspielten Surf-Rock-Sound“ abänderten, so Vida Hasson in ihrer Thesis von 2022. Cherie Curries „sexuelles Stöhnen“ im Original interpretiere Sängerin Allison Wolfe als ein „frustriertes feministisches Stöhnen“. Den im Original auf das sexuelle Erwachen eines Mädchens im Teenageralter anspielenden Refrain schreie Bratmobile heraus und hebe so „die Doppeldeutigkeit des Originals auf“. Anstatt zu versuchen, männliche Aufmerksamkeit auf sich zu ziehen, besinge Wolfe „die rebellische Haltung von Riot Grrrl gegen die patriarchalische Autorität“. Wolfes Gesangsversion von „get down ladies, you’ve got nothing to lose“ beziehe sich nicht auf Sex, sondern rufe Mädchen dazu auf sich der Riot-Grrrl-Revolution anzuschließen. In ihrer Rezension für Trouser Press nannte Ira Robbins die Version von Bratmobile einen „relativ langatmigen Versuch“ eines Covers „der bahnbrechenden Originalversion der Runaways“.
Andere Punk-Rock-Versionen des Titels stammten von
- der Band Idiot Pills (1985),[98] die mit ihrem Covertitel zu der treffend benannten Kompilation Covers (Our Favorite Bands Mutilate Your Favorite Songs) von Mystic Radio beitrug;[99]
- der wieder nur aus Frauen bestehenden japanischen Band Shonen Knife (1995), in englischer Sprache;[100]
- der Sängerin Jayne County (1995),[101] die ihr Cover Cherie Currie widmete und sich dabei musikalisch nah am Original hielt, auffallend ist ihre Aussprache des Wortes girl als goil[99] im New-York-City-Dialekt;[102]
- der französischen Band[103] Steve and The Jerks (1996);[104] sowie
- der texanischen Band[105] Scary Cherry and the Bang Bangs (2014),[106] die zu ihrem Cover ein ausgelassenes Video in Szene setzte.[99]

Miley Cyrus präsentierte Cherry Bomb als Rockversion und Teil eines Medleys zusammen mit zwei anderen Titeln von Joan Jett (Bad Reputation, I Hate Myself for Loving You) sowohl auf ihrer Tournee 2010 als auch in der Oprah Winfrey Show im April 2011 in Chicago.
Das Cover-Projekt Mikey and his Uke brachte 2022 mit Frankie Clarke (von Frankie And The Studs, Gesang), Kathy Valentine (von The Go-Go’s, Bass), Melanie Vammen (von The Muffs/The Pandoras/White Flag, Gitarre), Brittany Nicole Bowman (Schlagzeugerin für Meg Myers) und Mikey Hawdon (von Fairmounts, Gitarre) eine einmalige Besetzung für eine Rockversion des Liedes zusammen, die unter Covid-19-Bedingungen ihre Beiträge separat an unterschiedlichen Orten einspielte. Andere Interpreten von Rockversionen waren
- die US-amerikanische Band[111] Cocknoose (1992),[112] mit einem Cover von bescheidener Qualität, was als Teil des spöttischen, schrägen Charms der Band galt[99] und
- die niederländische DJ und Sängerin Wannabeastar (2017).[113]

The Dandy Warhols intonierten 2010 ihre Alternative-Rock-Version des Liedes, die 2011 auf dem Tributealbum Take It or Leave It: A Tribute to the Queens of Noise zu hören war. The Sovines, eine Country-Rock-Band, spielten 2002 ihre Variante ein. Crashland wandten sich 1989 mit ihrer Version dem New Wave zu, wogegen sich 1 Plus 1 im Jahr 2000 an einer Dance-Pop-Version und einigen Mixen versuchten, mit denen sie 2001 Platzierungen in den Top 40 Hot Dance Club Play der Billboard-Charts und in den Top 50 der Billboard Dance Charts erreichten.
Verbal + Yoon arrangierten 2010 eine Electro/Techno-Fassung für eine Promo-Veröffentlichung anlässlich des 50-jährigen Bestehens der Schuhmarke Dr. Martens. Moon Violet nahmen 2011 eine Rockabilly-Fassung des Liedes auf, während es The Lightnin 3 im Jahr 2012 als Blues-Version interpretierten. Instrumentalversionen des Liedes brachten 2013 das Vitamin String Quartet mit Streichinstrumenten und 2015 die Formation Twinkle Twinkle Little Rock Star in der Art eines Wiegenliedes heraus.

### Nutzung in Filmen und anderen Medien
Der Titel Cherry Bomb wurde in zahlreichen Film-, Fernseh- und Computerspielproduktionen benutzt.
Film
Bereits 1976 lief das Lied in dem Film Dawn: Portrait of a Teenage Runaway. 1993 wurde es in dem in den 1970er-Jahren spielenden Film Confusion – Sommer der Ausgeflippten (Originaltitel: Dazed and Confused) verwendet. In der Filmbiografie The Runaways von 2010 spielten Dakota Fanning als Cherie Currie und Kristen Stewart als Joan Jett und trugen das Lied vor.
In dem Science-Fiction-Actionfilm Guardians of the Galaxy von 2014 diente der Titel zur Untermalung von Filmszenen. Das Lied erschien auf dem einhergehend produzierten Album Guardians of the Galaxy: Awesome Mix, Vol. 1, das für 11 Wochen den 1. Platz in den Billboard Charts Compilation Albums belegte und sich 1,8 Millionen Mal verkaufte. Bei den Grammy Awards 2015 erhielt das Album eine Nominierung in der Kategorie Bester zusammengestellter Soundtrack für visuelle Medien.
Auch für den 2018 erschienenen Film A Futile and Stupid Gesture wurde das Lied genutzt, ebenso wie für den Film Fear Street – Teil 2: 1978 von 2021.
Fernsehen
Die Version von Joan Jett war 1992 in der Folge Free Fall der Serie Highlander zu hören, in der Jett die unsterbliche Felicia Martins darstellte. Der Song spielte außerdem in jeweils einer Folge der Fernsehserien O.C., California von 2006, True Blood aus dem Jahr 2012, Lucifer von 2017 und The Boys von 2019. In der Folge Die Amphore von Pompeji (Originaltitel Runaway) der Fernsehserie Warehouse 13 (Erstausstrahlung 10. Juni 2013) singt Cherie Currie selbst im Duett mit der Darstellerin Allison Scagliotti (as Claudia Donovan) eine verkürzte Version des Songs. Madelaine Petsch, Camila Mendes und Vanessa Morgan sangen das Lied 2019 in der 4. Staffel der Serie Riverdale.
Videospiele
Für das 2010 erschienene Videospiel Guitar Hero 6: Warriors of Rock sangen Joan Jett und Cherie Currie das Lied Cherry Bomb gemeinsam ein. Das Videospiel Lollipop Chainsaw von 2012 verwendete den Song in der Version von Joan Jett.

### Mediale Wahrnehmung
Autorin Emily Nyberg schrieb 2015: „The Runaways zündeten eine Cherry Bomb in der Rockindustrie. Als eine der ersten, ausschließlich weiblich besetzten Bands gehörten [die Bandmitglieder] zu den [wichtigen] Pionieren des Rockgenres der 1970er Jahre. […] [Sie] betraten das [für Frauen] ungewohnte Terrain dieses üblicherweise von Männern dominierten Genres. Sie nutzten ihre Sexualität als ein Mittel um ihre Musik männlichen Zuhörern zugänglich zu machen und um so ‚weniger bedrohlich‘ zu erscheinen, wobei sie zum Takt von Heavy Rock Lieder über weibliche Befreiung und Rebellion sangen. The Runaways waren eine zweifelsfrei subversive Band und ihre Musik passte in dieses ohnehin rebellische Genre. Es gelang ihnen mit ihrem internationalen Erfolg die stereotypischen Muster zu zerlegen, welche die Rockmusikindustrie, die sie nicht gleich willkommen hieß, für sie bereithielt.“
Nach Autor Philip Auslander ist Cherry Bomb „ein Lobgesang auf weibliche Unabhängigkeit und sexuelle Aggression, wie ihn auch Suzi Quatro hätte schreiben und vortragen können“.
Abbi Wynsma, Musikdirektorin der Radiostation WDBM Impact 88.9, hielt 2021 folgendes fest: „[Cherry Bomb] ist aus gutem Grund in Erinnerung geblieben. Es ist egal, ob wir das Jahr 1976 oder 2021 schreiben, das Konzept von jungen Frauen, die furchtlos kundtun, wer sie sind und was sie wollen, wird nach wie vor in Frage gestellt. Es ist also keine Überraschung, dass der Ruf “Hello world, I’m your wild girl!” („Hallo Welt, ich bin dein unbändiges Mädchen!“) auf diejenigen, die einer patriarchalischen Gesellschaft jeden Tag die Stirn bieten wollen, nach wie vor extrem kraftvoll und inspirierend wirkt.“
Cherry Bomb ist Teil der Auflistung Rock Song Index: The 7500 Most Important Songs for the Rock and Roll Era von Bruce Pollock. In der Liste VH1’s 100 Greatest Hard Rock Songs war der Titel im Jahr 2009 auf Platz 52 verzeichnet.